# Teorema lui Liouville (mecanică statistică)
Teorema lui Liouville este în mecanica hamiltoniană si mecanica statistică o teoremă fundamentală legată de descrierea evoluției dinamice a stării unui sistem format dintr-un număr foarte mare de corpuri, considerate punctiforme și alcătuind un sistem de puncte materiale. Teorema lui Liouville afirmă că pentru un domeniu arbitrar {\displaystyle \scriptstyle {\mathcal {D}}} din spațiul fazelor, alcătuit din totalitatea punctelor {\displaystyle \scriptstyle \left(p,\,q\right)\in {\mathcal {D}}} care reprezintă stările mecanice ale sistemului la un moment inițial {\displaystyle \scriptstyle \ t}, evoluția temporală a acestor stări, potrivit ecuațiilor canonice ale lui Hamilton, este de așa natură încât volumul domeniului {\displaystyle \scriptstyle {\mathcal {D}}^{\prime }}, format din pozițiile punctelor {\displaystyle \scriptstyle \left(p^{\prime },\,q^{\prime }\right)\in {\mathcal {D}}^{\prime }}, considerate la un moment ulterior {\displaystyle \scriptstyle \ t^{\prime }}, este egal cu volumul domeniului {\displaystyle \scriptstyle {\mathcal {D}}}. Cu alte cuvinte, volumul în spațiul fazelor este un invariant al mișcării pe traiectoria de fază. Este o consecință a ecuațiilor canonice ale lui Hamilton, respectiv a ecuației lui Liouville, din el decurgând o serie de constatări importante pentru fundamentarea teoretică a mecanicii statistice. Această teoremă a fost formulată pentru prima oară de către Gibbs în 1902, care a denumit-o după numele matematicianul francez  Joseph Liouville, deoarece a demonstrat teorema pornind de la ecuația lui Liouville, stabilit de acesta în 1838 pentru sisteme necanonice.

## Enunțul teoremei Liouville
Pentru teorema lui Liouville, după diverse tratate, există o serie de enunțuri echivalente între ele, una din acestea este:
| Enunț: Volumul în spațiul fazelor este un invariant al mișcării pe traiectoria de fază. |

Există formulări care afirmă că: volumul din spațiul fazelor se conservă dea-lungul traiectoriei punctului reprezentativ, sau, mai explicit: fie un domeniu arbitrar {\displaystyle \scriptstyle {\mathcal {D}}} în spațiul fazelor; se consideră totalitatea punctelor {\displaystyle \scriptstyle \left(p,q\right)\in {\mathcal {D}}} ca reprezentând stări mecanice ale sistemului la un moment inițial {\displaystyle \scriptstyle \ t}; se urmărește evoluția acestor stări, conform ecuațiilor canonice; fie {\displaystyle \scriptstyle \left(p^{\prime },q^{\prime }\right)\in {\mathcal {D}}^{\prime }} pozițiile punctelor considerate la un moment ulterior {\displaystyle \scriptstyle \ t^{\prime }}; atunci volumul domeniului {\displaystyle \scriptstyle {\mathcal {D}}^{\prime }} este egal cu volumul domeniului {\displaystyle \scriptstyle {\mathcal {D}}}. Toate aceste formulări sunt echivalente.
Ecuațiile de mișcare sub forma canonică. utilizate în mecanica hamiltoniană și adoptate de mecanica statistică. sunt date de relațiile: {\displaystyle \scriptstyle {\dot {q_{i}}}={\frac {\partial H}{\partial p_{i}}},\quad {\dot {p_{i}}}=-{\frac {\partial H}{\partial q_{i}}},\quad \left(i=1,\ldots ,n\right),}. Starea unui sistem cu {\displaystyle \scriptstyle \ n} grade de libertate microscopice este determinată, la orice moment, prin valorile coordonatelor generalizate {\displaystyle \scriptstyle q=\left(q_{1},\ldots ,q_{n}\right)} și a impulsurilor generalizate conjugate {\displaystyle \scriptstyle p=\left(p_{1},\dots ,p_{n}\right).}. Funcția {\displaystyle \scriptstyle H\left(p,\,q\right),} numită hamiltoniană, reprezintă energia totală a sistemului. Se poate demonstra că această funcție rămâne constantă în timpul evoluției dinamice a sistemului, deci energia totală se conservă (este un invariant al evoluției dinamice).

O stare microscopică a sistemului se numește fază; ea poate fi reprezentată geometric printr-un punct de coordonate {\displaystyle \scriptstyle \left(p,q\right)} într-un spațiu cu {\displaystyle \scriptstyle \ 2n} dimensiuni, numit spațiul fazelor. Evoluția în timp a sistemului, se reprezintă geometric printr-o curbă continuă în spațiul fazelor, numită traiectoria (rar: orbită) punctului reprezentativ. Întrucât starea sistemului, la orice moment, este complet determinată dacă este cunoscută starea sa la un moment anterior, rezultă că traiectoria în spațiul fazelor este complet determinată de unul din punctele ei și prin fiecare punct din spațiul fazelor trece o singură traiectorie.
Traiectoria punctului reprezentativ este în întregime conținută într-o suprafață de energie constantă, care e o varietate {\displaystyle \scriptstyle \left(2n-1\right)}-dimensională în spațiul fazelor {\displaystyle \scriptstyle \ 2n}-dimensional, suprafețele de energie constantă sunt suprafețe închise și reprezintă frontiera regiunii în care se află toate stările cu energie mai mică decât sau egală cu {\displaystyle \scriptstyle \ E}, ele definesc regiuni sau domenii {\displaystyle \scriptstyle {\mathcal {D}}} al spațiului fazelor în mod univoc determinat de relația {\displaystyle \scriptstyle H\left(p,q\right)\leq E}. Volumul acestei regiuni este dat de integrala {\displaystyle \scriptstyle \Omega \left(E\right)=\int _{H\left(p,q\right)\leq E}dp\,dq,}, volumul infinitezimal în spațiul fazelor s-a notat prin  {\displaystyle \scriptstyle dp\,dq=dp_{1}\cdots dp_{n}\,dq_{1}\cdots dq_{n}.} {\displaystyle \scriptstyle \Omega \left(E\right)} este o funcție monoton crescătoare de {\displaystyle \scriptstyle \ E}; pentru sisteme cu un număr foarte mare de grade de libertate ea este o funcție rapid crescătoare.
Demostrație Pentru a demonstra teorema, se pornește de la volumul elementar din spațiul fazelor {\displaystyle \scriptstyle dp_{0}\,dq_{0}}, „fixat” la un moment inițial {\displaystyle \scriptstyle \ t_{0}}, pe punctul reprezentativ de pe traiectoria de fază; se consideră un moment {\displaystyle \scriptstyle \ t} oarecare, ulterior lui {\displaystyle \scriptstyle \ t_{0}} pentru care volumul elementar, „centrat” pe punctul reprezentativ, va fi {\displaystyle \scriptstyle dp(t)\,dq(t)} , unde {\displaystyle \scriptstyle p(t)} și {\displaystyle \scriptstyle q(t)} sunt soluțiile ecuațiilor de mișcare canonice:
{\displaystyle {\dot {q}}={\frac {\partial H}{\partial p}},\quad {\dot {p}}=-{\frac {\partial H}{\partial q}}}
având condițiile inițiale:
{\displaystyle p_{0}={\left(p(t)\right)}_{t=0}}
{\displaystyle q_{0}={\left(q(t)\right)}_{t=0}}
Funcțiile {\displaystyle \scriptstyle p(t)} si {\displaystyle \scriptstyle q(t)}, fiind continue și derivabile în raport cu parametrul timp, se poate face o transformare de coordonate {\displaystyle \scriptstyle \left(p,\,q\right)\rightarrow \left(p_{0},\,q_{0}\right),}. În acest caz, elementul de volum la momentul {\displaystyle \scriptstyle \ t} se scrie în funcție de elementul de volum la momentul inițial {\displaystyle \scriptstyle \ t_{0}} prin relația:
{\displaystyle dp(t)\,dq(t)={\frac {\partial \left(p,\,q\right)}{\partial \left(p_{0},\,q_{0}\right)}}dp_{0}\,dq_{0}}
unde {\displaystyle \scriptstyle {\mathcal {J}}={\frac {\partial \left(p,\,q\right)}{\partial \left(p_{0},\,q_{0}\right)}}} este jacobianul transformării de coordonate.
Pentru a arăta că volumul elementar pe traiectoria de fază rămâne constant, în tot timpul evoluției sistemului, trebuie demonstrat că {\displaystyle \scriptstyle {\mathcal {J}}=1}.
Se consideră o variabilă dinamică oarecare {\displaystyle \scriptstyle \ A(p,\,q)} care nu depinde explicit de timp; derivând această variabilă în raport cu timpul se găsește relația:
{\displaystyle {\frac {dA(p,\,q)}{dt}}=\sum _{i=1}^{2n}\left({\frac {\partial A}{\partial p_{i}}}{\dot {p_{i}}}+{\frac {\partial A}{\partial q_{i}}}{\dot {q_{i}}}\right)=\sum _{i=1}^{2n}\left({\frac {\partial A}{\partial q_{i}}}{\frac {\partial H}{\partial p_{i}}}-{\frac {\partial A}{\partial p_{i}}}{\frac {\partial H}{\partial q_{i}}}\right)=\{A,H\}=-i{\mathcal {L}}A(p,\,q)}
Unde, {\displaystyle \scriptstyle \{A,H\}} este paranteza Poisson a funcțiilor {\displaystyle \scriptstyle A} și {\displaystyle \scriptstyle H}, iar {\displaystyle \scriptstyle {\mathcal {L}}} este operatorul lui Liouville, definit prin relația:
{\displaystyle {\mathcal {L}}=i\,\sum _{i=1}^{2n}\left({\frac {\partial H}{\partial q_{i}}}{\frac {\partial }{\partial p_{i}}}-{\frac {\partial H}{\partial p_{i}}}{\frac {\partial }{\partial q_{i}}}\right),\,unde\,i={\sqrt {-1}}}
Prin urmare, derivata temporală a variabilei dinamice {\displaystyle \scriptstyle A}, se poate exprima prin relațiile:
{\displaystyle {\frac {dA(p,\,q)}{dt}}=-i{\mathcal {L}}A(p,\,q)} echivalentă cu scrierea de mai jos
trecând la integrarea ultimei ecuații, se obține:
{\displaystyle \int _{(p_{0},\,q_{0})}^{(p,\,q)}{\frac {dA}{A}}=-i\,{\mathcal {L}}\,\int _{t_{0}}^{t}dt\Rightarrow A(p,q)=A(0)e^{-i\,{\mathcal {L}}\,(t-t_{0})}}.
Din conveniență, se poate considera {\displaystyle \scriptstyle t_{0}=0} și introduce notația {\displaystyle \scriptstyle A(0)=A(p_{0},\,q_{0})=\left(A(p,\,q)\right){(p=p_{0},\,q=q_{0})}}; cu aceste notații, forma generală a soluției devine:
{\displaystyle A(p,\,q)=A(p_{0},\,q_{0})e^{-i\,{\mathcal {L}}\,t}}.
În particular, se pot scrie aceste soluții pentru impulsurile și coordonatele generalizate, sub forma
{\displaystyle p(t)=p(0)e^{-i\,{\mathcal {L}}\,t},\,\,q(t)=q(0)e^{-i\,{\mathcal {L}}\,t}}.
Folosind aceste forme particulare, se construiește jacobianul {\displaystyle \scriptstyle {\mathcal {J}}} a transformării {\displaystyle \scriptstyle \left(p,\,q\right)\rightarrow \left(p_{0},\,q_{0}\right)}:
{\displaystyle {\mathcal {J}}={\begin{vmatrix}{\partial p \over \partial p_{0}}&{\partial p \over \partial q_{0}}\\{\partial q \over \partial p_{0}}&{\partial q \over \partial q_{0}}\end{vmatrix}}={\begin{vmatrix}{e^{-i\,{\mathcal {L}}\,t}\,\cdot \,1}&{0}\\{0}&{e^{-i\,{\mathcal {L}}\,t}\,\cdot \,1}\end{vmatrix}}=e^{-i\,{\mathcal {L}}\,t}\,\cdot \,1\cdot e^{-i\,{\mathcal {L}}\,t}\,\cdot \,1={\left(e^{-i\,{\mathcal {L}}\,t}\,\cdot \,1\right)}^{2}}
Dezvoltând operatorul {\displaystyle \scriptstyle e^{-i\,{\mathcal {L}}\,t}} în serie Taylor după exponent:
{\displaystyle e^{-i\,{\mathcal {L}}\,t}=1+\sum _{j=1}^{\infty }{\frac {(-i\,{\mathcal {L}}\,t)^{j}}{j!}},}
se aplică operatorul {\displaystyle \scriptstyle e^{-i\,{\mathcal {L}}\,t}} unei constante complexe arbitrare {\displaystyle \scriptstyle \alpha \in \mathbb {C} } și se găsește identitatea:
{\displaystyle e^{-i\,{\mathcal {L}}\,t}\,\cdot \,\alpha =\left[1+\sum _{j=1}^{\infty }{\frac {(-i\,{\mathcal {L}}\,t)^{j}}{j!}}\right]\,\cdot \alpha =\alpha +\sum _{j=1}^{\infty }{\frac {(-i\,{\mathcal {L}}\,t)^{j}}{j!}}\,\cdot \,\alpha =\alpha }
Termenul conținând puterile operatorului Liouville se anulează din cauza faptului că pentru orice constantă complexă, avem {\displaystyle \scriptstyle {\mathcal {L}}\,\cdot \,\alpha =0}, constanta {\displaystyle \scriptstyle \alpha } fiind arbitrară, se ia pentru ea valoarea {\displaystyle \scriptstyle 1=1+0\,\cdot \,i}, prin urmare jacobianul transformării devine:
{\displaystyle {\mathcal {J}}={\frac {\partial \left(p,\,q\right)}{\partial \left(p_{0},\,q_{0}\right)}}={\left(e^{-i\,{\mathcal {L}}\,t}\,\cdot \,1\right)}^{2}=1}.
din acestă ultimă identitate, se obține egalitatea:
Cu alte cuvinte, pentru orice moment de timp al evoluției sistemului, volumul în spațiul fazelor rămâne neschimbat.

## Ecuația lui Liouville
| Definiție: Evoluția în timp a stării unui sistem termodinamic este descrisă de ecuația: {\displaystyle {\frac {\partial \rho \left(p,\,q,\,t\right)}{\partial t}}=\{H,\,\rho \}} numită ecuația lui Liouville unde:{\displaystyle \scriptstyle \rho \left(p,\,q,\,t\right)} este funcția de distribuție a sistemului {\displaystyle \scriptstyle H} reprezintă hamiltoniana sistemului. |

 Paranteza Poisson,{\displaystyle \scriptstyle \{H,\,\rho \}},  a funcțiilor {\displaystyle \scriptstyle H} și {\displaystyle \scriptstyle \rho } se poate exprima cu ajutorul operatorul lui Liouville, definit în secțiunea anterioară:
Demostrație
În spațiul fazelor, pentru un domeniu infinit de mic, avand volumul {\displaystyle \scriptstyle dpdq} se poate scrie relatia dintre frecventa relativa a punctelor reprezentative din elementul de volum și probabilitatea:
{\displaystyle {\frac {d{\mathcal {N}}}{\mathcal {N}}}=\rho \left(p,\,q,\,t\right)\,dpdq}